# Eugnathogobius siamensis
Eugnathogobius siamensis är en fiskart som först beskrevs av Fowler, 1934.  Eugnathogobius siamensis ingår i släktet Eugnathogobius och familjen smörbultsfiskar. IUCN kategoriserar arten globalt som livskraftig. Inga underarter finns listade i Catalogue of Life.